# 시에모미수

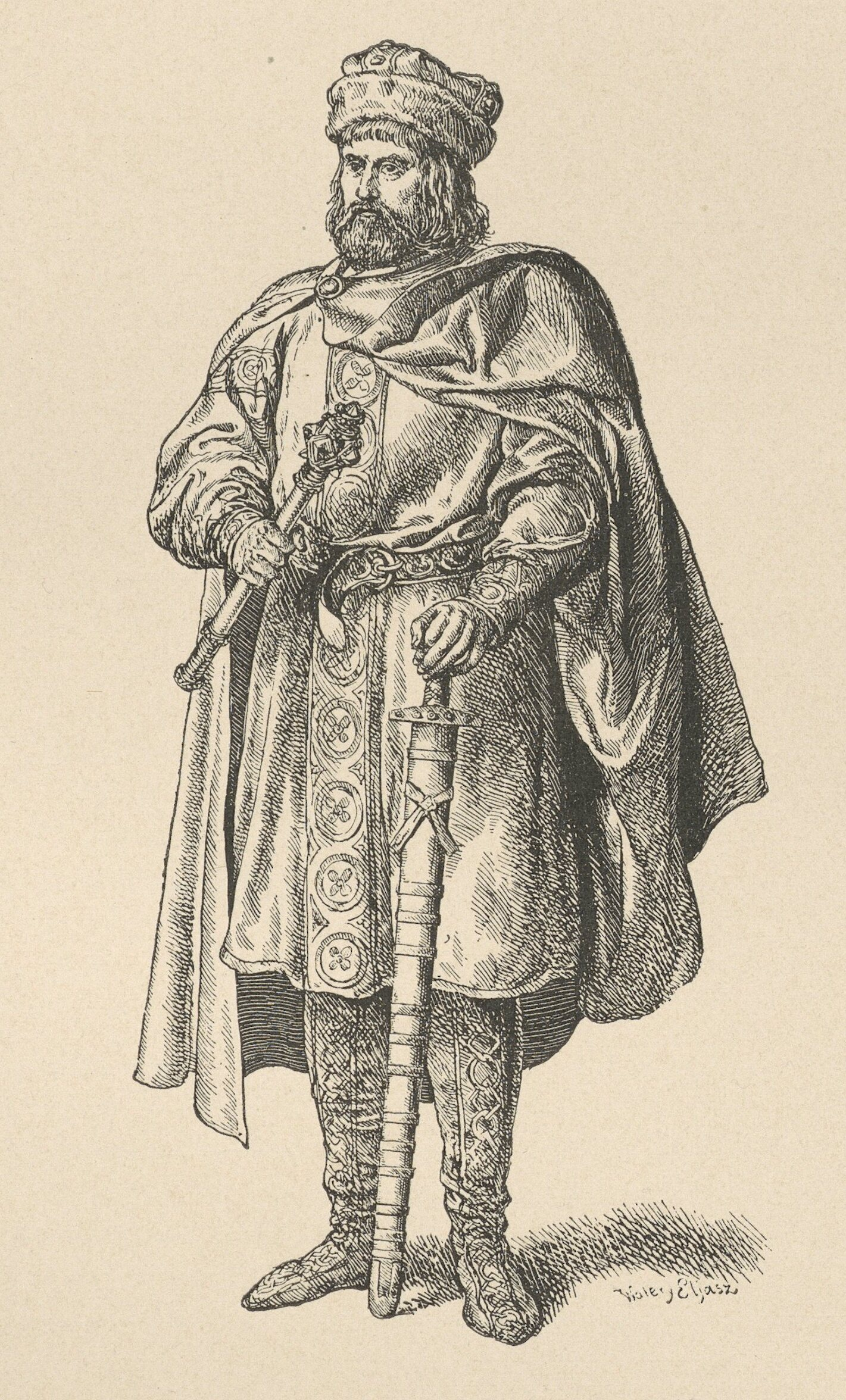
시에모미수

시에모미수(폴란드어: Siemomysł, ? - 950년/960년)는 폴란드의 첫 번째 왕이자 창시자인 미에슈코 1세의 아버지다.